# Gmina Jefferson (hrabstwo Allamakee)

Położenie Gminy Jefferson w hrabstwie Allamakee

Gmina Jefferson (ang. Jefferson Township) – gmina w USA, w stanie Iowa, w hrabstwie Allamakee. Według danych z 2000 roku gmina miała 560 mieszkańców.